# 脇町大字北庄
脇町大字北庄（わきまちおおあざきたしょう）は、徳島県美馬市の大字。2010年10月1日現在の人口は1,839人、世帯数は644世帯。郵便番号は〒779-3604。

## 地理
美馬市の中央部に位置。南は脇町大字猪尻、西は脇町大字脇町、北から東は脇町に接する。西境を大谷川が南流する。
徳島県道251号脇町曽江線が南西から北東に通じ、脇町曽江名で国道193号に接続している。

### 河川
- 吉野川
- 大谷川

## 歴史
- 2005年（平成17年）3月1日 - 美馬郡脇町が木屋平村・穴吹町・美馬町と合併して美馬市となり、現在の町名となる。

## 施設
- 広徳寺
- 波爾移麻比禰神社
- ユースホステル最明寺

## 交通

### 道路
都道府県道
- 徳島県道251号脇町曽江線
- 徳島県道252号大谷脇町線